# Shun Horie
Shun Horie (堀江 瞬 Horie Shun?,  Prefectura de Osaka, Japón, 25 de mayo de 1993) es un actor de voz y cantante japonés, afiliado a Pro-Fit. Algunos de sus roles más destacados incluyen el de Seiya Urizaka en Phantasy Star Online 2, Kazuma Hiyama en 12-Sai, Yamato Suō en PriPri Chi-chan!!, Shiki Koshiyama en Nana Maru San Batsu, Tsugiyoshi Sumino en Jūni Taisen, Pierre en The Idolmaster SideM, Kazuya Kinoshita en Kanojo, Okarishimasu,  Éter en Genshin Impact, Satou Pendragon en Death March Kara Hajimaru Isekai Kyōsōkyoku, entre otros.

## Biografía
Horie nació el 25 de mayo de 1993 en la prefectura de Osaka, Japón. Durante sus años de escuela secundaria vivió en la prefectura de Ehime. Horie se decidió por convertirse en seiyū tras ser inspirado por Wataru Takagi, a quien admiraba desde niño. En octubre de 2013, ingresó al instituto de actuación vocal de Pro-Fit, del cual se graduó en octubre de 2014. Horie se graduó de la universidad en marzo de 2016 y en abril de 2017, pasó a ser miembro oficial de Pro-Fit.
Su carrera como cantante comenzó en 2017 y es representado por Kiramune, una rama de Bandai Namco Arts. En 2018, junto con sus colegas Kōtarō Nishiyama y Taku Yashiro, fue condecorado con el premio a "Mejor actor nuevo" en la duodécima ceremonia de los Seiyū Awards.

## Filmografía

### Anime
2015
- Chaos Dragon como Soldado
- God Eater como Refugiado

2016
- Phantasy Star Online 2 como Seiya Urizaka[4]
- Kanojo to Kanojo no Neko: Everything Flows como Estudiante
- Mayoiga como Jigoku no Gōka[5]
- 12-Sai como Kazuma Hiyama[6]
- Aikatsu Stars! como Asahi Kasumi
- Under One Person como Zombie A
- B-Project como Niño
- Stella no Mahō como Estudiante
- Digimon Universe: Appli Monsters como Navimon
- Soul Buster como Sōsei[7]
- Sangatsu no Lion como Miembro del club de béisbol
- Lostorage incited WIXOSS como Estudiante universitario

2017
- Cardfight!! Vanguard G como Arata Nishizawa
- Chaos;Child como Kazuya Kazuya
- Fukumenkei Noise como Estudiante 1
- Atom: The Beginning como Robot B, estudiante 6, voz A
- PriPri Chi-chan!! como Yamato Suō
- Nana Maru San Batsu como Shiki Koshiyama[8]
- Tenshi no 3P! como Hombre A, estudiante A
- Jigoku Shōjo como Toshio Mikami
- Jūni Taisen como Tsugiyoshi Sumino[9]
- The Idolmaster SideM como Pierre[10]
- Rilu Rilu Fairilu como Statis, Mr. Dora
- Shōkoku no Altair como Ahmet Bay
- Imōto Sae Ireba Ii. como Cliente A
- Fate/Grand Order como Caballero del escudo santo

2018
- Death March Kara Hajimaru Isekai Kyōsōkyoku como Ichirō Suzuki / Satou Pendragon[11]
- Pochitto Hatsumei Pika-chin Kitto como Ahomog
- Yo-kai Watch Shadowside como Suzaku
- Angorumoa: Genkō Kassen-ki como Amushi[12]
- The Idolmaster SideM: Riyū a tte Mini! como Pierre[13]

2019
- Dōkyonin wa Hiza, Tokidoki, Atama no Ue. como Daishō Yasaka[14]
- Nanatsu no Taizai: Kamigami no Gekirin como Sariel
- Sarazanmai como Enta Jinai[15]

2020
- Dragon Quest: Dai no Daibōken como Chiu
- Kanojo, Okarishimasu como Kazuya Kinoshita[16]
- Akudama Drive como Hacker

2021
- Dragon, Ie wo Kau. como Letty
- Visual Prison como Robin Lafitte
- 2.43: Seiin Kōkō Danshi Volley-bu como Tomoki Kakegawa
- Kumo desu ga, Nani ka? como Schlain Zagan Analeit/Shunsuke Yamada

2022
- Tribe Nine como Haru Shirokane
- Kanojo, Okarishimasu 2nd Season como Kazuya Kinoshita
- Aoashi como Kanpei Kuroda
- Spy × Family como George Glooman
- Salaryman's Club como Shuhei Nakamura

2023
- Boku no Kokoro no Yabai Yatsu como Kyotaro Ichikawa
- Pokemon Horizons como Amethio
- Kanojo, Okarishimasu 3rd Season como Kazuya Kinoshita
- High Card como Leo Constantine Pinochle
- Migi to Dali como Migi

2024
- Shaman King Flowers como Yohane Asakura
- Ao no Miburo como Tarō Tanaka
- Gōkon ni Ittara Onna ga Inakatta Hanashi como Asagi

### Películas animadas
- Ongaku Shōjo (2015) como Estudiante
- Kaze no Matasaburō (2016) como Pekichi[17]
- Aikatsu Stars! (2016) como Asahi Kasumi
- The Addams Family (2019) como Pugsley Addams (Doblaje Japonés)

### OVAs
- Black Clover (2016) como  Asta[18]
- Strike the Blood (2018) como Rogi[19]

### Videojuegos
- Genshin Impact como Viajero Masculino/Aether
- Phantasy Star Online 2 como Seiya Urizaka
- Captain Tsubasa: Rise of New Champions como Ismael Senghor
- Fire Emblem: Three Houses como Linhardt von Hevring